# Begonia pengii
Begonia pengii là một loài thực vật có hoa trong họ Thu hải đường. Loài này được S.M.Ku & Yan Liu mô tả khoa học đầu tiên năm 2008.